# Departament de Guaraní
Guaraní és un dels disset departaments en els quals es divideix la província de Misiones, a l'Argentina.

## Superfície i límits
Té una extensió de 3314 km² (equivalent a l'11,10 % del total provincial) i limita al nord i est amb el departament San Pedro, al sud amb el Brasil, al nord amb el departament Montecarlo i a l'oest amb els departaments Cainguás i 25 de Mayo.

## Població
El Cens Nacional de 2010 va indicar que viuen 67.698 persones en tot el departament, xifra que l'ubica com el 5è més poblat de la província, després del departament Capital, Oberá, Iguazú i Eldorado.

## Municipis

### San Vicente
És el més poblat del departament. Fou fundat l'any 1961.

### El Soberbio
És la capçalera (capital) del departament. Fou fundat l'any 1946

### Fracrán
És el darrer municipi de Missions. Va ser fundat l'any 2022